# Язык таблиц стилей
Язык таблицы стилей или язык стилей — это компьютерный язык, использующийся для описания внешнего вида документов (веб-страницы), написанных с использованием языков разметки. Одной из особенностей языков разметки является возможность повторного использования одного и того же содержимого в разных ситуациях. Таблицы стилей в таких случаях присоединяются к логической структуре документов для формирования их внешнего вида.
Одним из самых распространенных языков стилей являются каскадные таблицы стилей (CSS), которые используются для оформления документов написанных на HTML, XHTML, SVG, XUL и на других языках разметки.
Для представления содержимого в документах используется набор стилистических правил описывающих, например, цвета, шрифты или макет. Совокупность таких стилистических правил называется таблицей стилей. Таблицы стилей в контексте бумажных документов используются редакторами и типографами для обеспечения единого внешнего вида, правильной орфографии и пунктуации. В публикациях языки таблиц стилей в основном используются только для визуального представления, а не для орфографии и пунктуации.